# Nekomix
 (janvier 2010).
Si vous disposez d'ouvrages ou d'articles de référence ou si vous connaissez des sites web de qualité traitant du thème abordé ici, merci de compléter l'article en donnant les références utiles à sa vérifiabilité et en les liant à la section « Notes et références ».
 (avril 2018).
Nekomix, fondée en 1998, est une association de passionnés de bande dessinée, comics et de manga. Elle compte une vingtaine de membres, dessinateurs ou scénaristes, professionnels ou amateurs, ayant tous des styles et des influences diverses.
Son but initial est d’autoproduire le fanzine éponyme. Depuis, l’association s’est diversifiée. Son activité restant principalement liée à la production de bandes dessinées, le fanzine Nekomix a donné lieu à d'autres publications : Soubock, la publication underground, Soupir, consacré à l'érotisme, Soumo, d’influence manga, ainsi que Circus, un hors-série cartonné.
L'association Nekomix participe à de nombreux festivals de bande dessinée où elle propose aux visiteurs de découvrir ses publications, mais aussi de s’essayer à des activités ludiques fondées sur le dessin à travers des ateliers BD ou manga. Enfin, elle propose des animations dessinées, expositions, conférences, réalise des affiches, des fresques, etc...

## Dénomination
Le terme Nekomix vient du concept « mix des productions Neko » (« neko » signifiant « chat » en japonais).

## Distinctions
- 2004 : prix de la critique au FIBD de Sierre (pour le Nekomix no 4).
- 2011 : sélection officielle - prix de la BD alternative du FIBD d'Angoulême (pour le Soupir no 2)[4].
- 2012 : sélection officielle - prix de la BD alternative du FIBD d'Angoulême (pour le Nekomix no 8)[5].
- 2020 : sélection officielle - prix de la BD alternative du FIBD d'Angoulême (pour le Nekomix no 10)[5].
- 2024 : sélection officielle - prix de la BD alternative du FIBD d'Angoulême (pour le Nekomix hors-série vinyl)[6].